# Termes (Ardennes)
Pour les articles homonymes, voir Termes.
Termes est une commune déléguée de Grandpré et une ancienne commune française, située dans le département des Ardennes en région Grand Est.
Le 1er janvier 2016, la commune fusionne avec Grandpré pour donner la commune nouvelle de Grandpré.

## Toponymie
Termes vient du mot d'ancien français terme qui désigne une frontière, une limite. Par la suite, en ardennais et en wallon, le mot finit par désigner une colline.

## Politique et administration

### Liste des maires
| Période                                  | Période       | Identité         | Étiquette | Qualité  |
| ---------------------------------------- | ------------- | ---------------- | --------- | -------- |
| Les données manquantes sont à compléter. |               |                  |           |          |
| mars 2001                                | mars 2014     | Gildas Thiebault |           |          |
| mars 2014                                | décembre 2015 | Michel Meis      |           | Retraité |

## Population et société

### Démographie
L'évolution du nombre d'habitants est connue à travers les recensements de la population effectués dans la commune depuis 1793. À partir du 1er janvier 2009, les populations légales des communes sont publiées annuellement dans le cadre d'un recensement qui repose désormais sur une collecte d'information annuelle, concernant successivement tous les territoires communaux au cours d'une période de cinq ans. 
Pour les communes de moins de 10 000 habitants, une enquête de recensement portant sur toute la population est réalisée tous les cinq ans, les populations légales des années intermédiaires étant quant à elles estimées par interpolation ou extrapolation. Pour la commune, le premier recensement exhaustif entrant dans le cadre du nouveau dispositif a été réalisé en 2006,.
En 2013, la commune comptait 140 habitants, en évolution de +3,7 % par rapport à 2008 (Ardennes : −1,26 %, France hors Mayotte : +2,49 %).
| 1793 | 1800 | 1806 | 1821 | 1831 | 1836 | 1841 | 1846 | 1851 |
| ---- | ---- | ---- | ---- | ---- | ---- | ---- | ---- | ---- |
| 600  | 643  | 747  | 810  | 765  | 788  | 745  | 745  | 671  |

| 1866 | 1872 | 1876 | 1881 | 1886 | 1891 | 1896 | 1901 | 1906 |
| ---- | ---- | ---- | ---- | ---- | ---- | ---- | ---- | ---- |
| 661  | 595  | 571  | 552  | 539  | 540  | 518  | 473  | 481  |

| 1911 | 1921 | 1926 | 1931 | 1936 | 1946 | 1954 | 1962 | 1968 |
| ---- | ---- | ---- | ---- | ---- | ---- | ---- | ---- | ---- |
| 421  | 341  | 374  | 337  | 307  | 254  | 246  | 256  | 225  |

| 1975 | 1982 | 1990 | 1999 | 2006 | 2011 | 2013 | - | - |
| ---- | ---- | ---- | ---- | ---- | ---- | ---- | - | - |
| 189  | 172  | 143  | 138  | 137  | 140  | 140  | - | - |

## Culture locale et patrimoine

### Lieux et monuments
- Église Saint-Rémi

### Personnalités liées à la commune
- Antoine Philippe de Lardenoy[7] (1747-1825), baron de Termes, député suppléant de la noblesse aux Etats Généraux de 1789.
- Jules Jamin (1818-1886), physicien français y est né.